# W. R. Grace Building

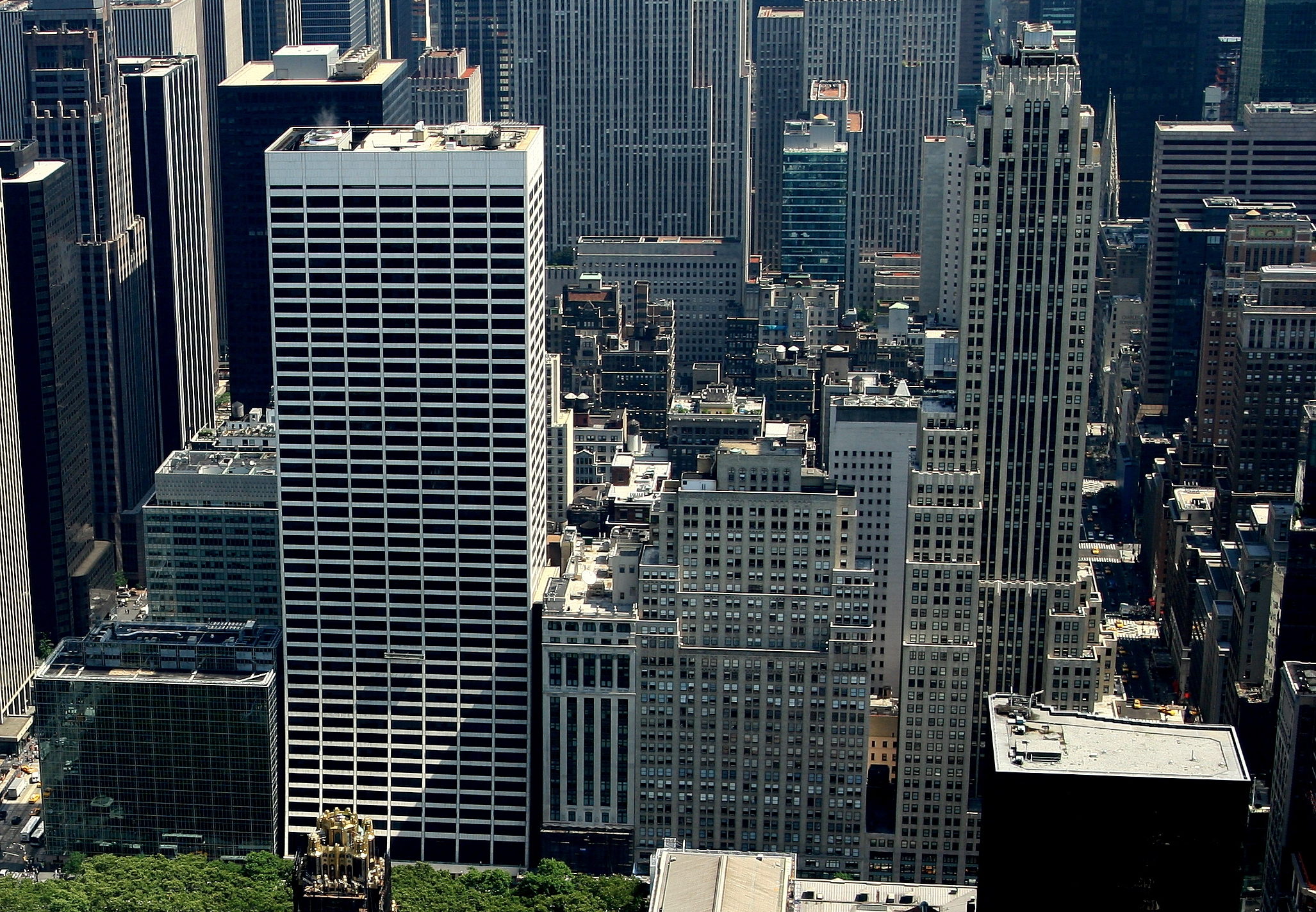
De izquierda a derecha: sede central de HBO, W. R. Grace Building, Aeolian Building (alberga el State University of New York College of Optometry), Salmon Tower Building y 500 Fifth Avenue (imagen con anotaciones en Commons).

El W. R. Grace Building es un rascacielos de 192 metros y 50 plantas de altura, localizado en Manhattan, Nueva York. Es de los cien rascacielos más altos de Nueva York. En el tramo de la calle 42 entre la Quinta y la Sexta Avenida podemos encontrar los siguientes rascacielos: 500 Fifth Avenue, Salmon Tower Building, W. R. Grace Building, Aeolian Hall, y un edificio bajo que alberga la sede central de la cadena HBO.

## Historia
El edificio es obra del arquitecto Gordon Bunshaft, y su construcción finalizó en 1974. El edificio es un encargo de la empresa de productos químicos W. R. Grace Company, y también fue arrendado por la firma de auditoría Deloitte & Touche, LLP.

## Ubicación
El edificio se sitúa en 1114 Avenue of the Americas (también conocida como Sixth Avenue), pero la entrada principal está ubicada en 42nd Street, entre 5th y 6th Avenue. Divisa el Bryant Park y la Biblioteca Pública de Nueva York. El inmueble posee una superficie útil de 137 360 m² y los terrenos sobre los que se asienta ocupa un área de 30 x 110 metros.

## Arquitectura
Una de sus características estéticas más destacables es la ligera curva convexa que describen sus fachadas norte y sur, las que dan a las Calles 42 y 43. Se asemeja a otra creación de Bunshaft, el Solow Building, lo cual no es casualidad, dado que empleó los diseños de la fachada que fueron rechazados para ese edificio en el Grace Building. El exterior del edificio está recubierto de mármol travertino blanco, que contrasta contra las ventanas negra, haciéndolo más claro que sus colindantes.
En los terrenos anteriormente se encontraba la tienda principal de Stern's así como su sede central.

## Inquilinos
- Bain & Company[3]
- Cooley[4]
- Interpublic Group of Companies
- Norddeutsche Landesbank
- Southpoint Capital Advisors LP
- Steptoe & Johnson LLP
- Sutherland Asbill & Brennan LLP